# Шестаков, Борис Владимирович
Бори́с Влади́мирович Шестако́в (5 [17] июля 1897, Российская империя — 11 марта 1965, СССР) — советский политический и общественный деятель; Председатель исполкома Муромского Совета народных депутатов (1917—1921), делегат IV и VIII Всероссийских съездов Советов.

## Биография
Родился 5 июля 1897 года. В должности командира роты Рабоче-крестьянской Красной армии принимал участие в боях с войсками А. В. Колчака.
В ноябре 1917 года был избран Председателем большевистского исполкома Муромского Совета народных депутатов, с конца 1918 по апрель 1919 года был заведующим уездного отдела народного образования города Мурома.
С 14 по 16 марта 1918 года в качестве делегата участвовал в Четвёртом Чрезвычайном Съезде Советов Рабочих, Солдатских, Крестьянских и Казачьих Депутатов, проходившем в Москве.
С 22 по 29 декабря 1920 года был делегатом VIII Всероссийского съезда Советов, проходившем в Москве.
Скончался 11 марта 1965 года.